# Images and Words
Images and Words é o segundo álbum de estúdio da banda Dream Theater, lançado em julho de 1992. Ele marca a entrada do vocalista canadense James LaBrie na banda, após a saída de Charlie Dominici — James LaBrie foi escolhido dentre mais de duzentos candidatos à vaga.
Em 2017, foi eleito o 95º melhor álbum de metal de todos os tempos pela revista Rolling Stone.
O baterista e fundador Mike Portnoy se lembrou do álbum anos mais tarde como o disco que "colocou a banda no mapa", ainda que tenha levado alguns meses para "decolar".

## Informações das faixas
O principal compacto do álbum, "Pull Me Under" teve uma considerável divulgação na mídia, sendo exibido na MTV e tendo se colocado entre os dez mais vendidos na época. A primeira coletânea do Dream Theater, Greatest Hit (...and 21 Other Pretty Cool Songs) — que pode ser traduzida como "O Maior Hit (...e Outras 21 Canções Bem Legais)" — faz referência justamente à "Pull Me Under", o único "hit" que a banda já teve.
A canção "Metropolis Pt. 1" deu origem ao álbum conceitual Metropolis Pt. 2: Scenes from a Memory, lançado em 1999. O "parte 1" do título foi incluído como uma piada, de modo que uma "parte 2" nunca foi planejada. Mas após o lançamento do álbum houve numerosos pedidos dos fãs por uma sequência, e então a banda começou a trabalhar durante as gravações de Falling Into Infinity. O resultado foi uma canção de vinte minutos, mas como a gravadora não permitiu um álbum duplo, cortaram a canção. Após o lançamento deste álbum eles decidiram retomar Metropolis Pt. 2 tornando o que seria de início uma música em um álbum conceitual inteiro.
O solo de guitarra de "Under a Glass Moon" é o número 98 da lista dos 100 maiores solos de guitarra, de acordo com uma votação dos leitores da revista Guitar Player.
| Críticas profissionais | Críticas profissionais |
| Avaliações da crítica  | Avaliações da crítica  |
| Fonte                  | Avaliação              |
| ---------------------- | ---------------------- |
| allmusic               | [ 5 ]                  |
| Metal Observer         | [ 6 ]                  |
| Sputnikmusic           | [ 7 ]                  |
| The Dwarf              | positivo               |

## Faixas
| N.º            | Título                                          | Letras                                    | Música         | Duração |  |
| 1.             | "Pull Me Under"                                 | Kevin Moore                               | Dream Theater  | 8:15    |  |
| 2.             | "Another Day"                                   | John Petrucci                             | Dream Theater  | 4:24    |  |
| 3.             | "Take the Time"                                 | Petrucci, Moore, Mike Portnoy, John Myung | Dream Theater  | 8:21    |  |
| 4.             | "Surrounded"                                    | Moore                                     | Dream Theater  | 5:30    |  |
| 5.             | "Metropolis Pt. 1: The Miracle and the Sleeper" | Petrucci                                  | Dream Theater  | 9:32    |  |
| 6.             | "Under a Glass Moon"                            | Petrucci                                  | Dream Theater  | 7:04    |  |
| 7.             | "Wait for Sleep"                                | Moore                                     | Moore          | 2:32    |  |
| 8.             | "Learning to Live"                              | Myung                                     | Dream Theater  | 11:31   |  |
| Duração total: | Duração total:                                  | Duração total:                            | Duração total: | 57:03   |  |

John Petrucci usou uma guitarra de 6 cordas com afinação padrão em todas as faixas.

## Integrantes
- James LaBrie – vocais
- John Myung – baixo
- John Petrucci – guitarra e vocais de apoio
- Kevin Moore – teclado
- Mike Portnoy – bateria e vocais de apoio

## Certificações
| País           | Certificação   | Vendas     |
| -------------- | -------------- | ---------- |
| Estados Unidos | Platina - RIAA | 1.000.000+ |